# Estructura agraria
La estructura agraria  es la forma en que están organizados y como interactúan entre sí los diversos factores que participan de las actividades agrarias.
Una serie de factores coadyuvan en el desenvolvimiento del agro, incluyendo la tierra sus características y su propiedad, agua, clima y capital, aspectos legales y normativos tales como leyes y contratos, son determinantes para darle dinamismo a la estructura.

## Organización
La estructura agraria se organiza en tres aspectos básicos:
- Esquema de propiedad de la tierra: el mismo determina la forma en que está dividida la propiedad de la tierra, que posee un efecto muy importante en la disponibilidad y accesibilidad de los recursos a los que puede acceder la explotación agraria, y en como se vuelca el beneficio que la misma produce.

- Esquema económico y productivo: el mismo comprende abarca los recursos disponibles, las características del suelo y el acceso a agua de riego, la realidad socioeconómica de los agricultores y como es que se pueden aunar para permitir implementar la producción. Estos parámetros son importantes en cuanto definen quiénes producen, qué y cómo producen, y para quiénes.

- Estructura social: la misma comprende a los diversos estamentos sociales, tanto particulares, como empresariales o colectivos y las diversas formas mediante las cuales interactúan y cooperan.

Por otra parte estos tres elementos son influidos por las acciones que toman los Estados a través de leyes, regulaciones y políticas sectoriales y las agendas que impulsan las organizaciones no gubernamentales.